# Paulina Buziak
Paulina Buziak (née le 16 décembre 1986) est une athlète polonaise spécialiste de la marche, championne nationale sur 20 km en 2012, 2016, 2017.

## Palmarès
| Date | Compétition     | Lieu           | Résultat | Épreuve      | Temps           |
| ---- | --------------- | -------------- | -------- | ------------ | --------------- |
| 2012 | Jeux olympiques | Londres        | 45e      | 20 km marche | 1 h 35 min 23 s |
| 2016 | Jeux olympiques | Rio de Janeiro | 28e      | 20 km marche | 1 h 35 min 01 s |

## Records
En 2012, Paulina Buziak établit un nouveau record national sur le 20 km marche:1 h 29 min 44 s.
| Épreuve      | Performance     | Lieu | Date |
| ------------ | --------------- | ---- | ---- |
| 20 km marche | 1 h 29 min 41 s |      | 2014 |